# Харчова цінність м'яса

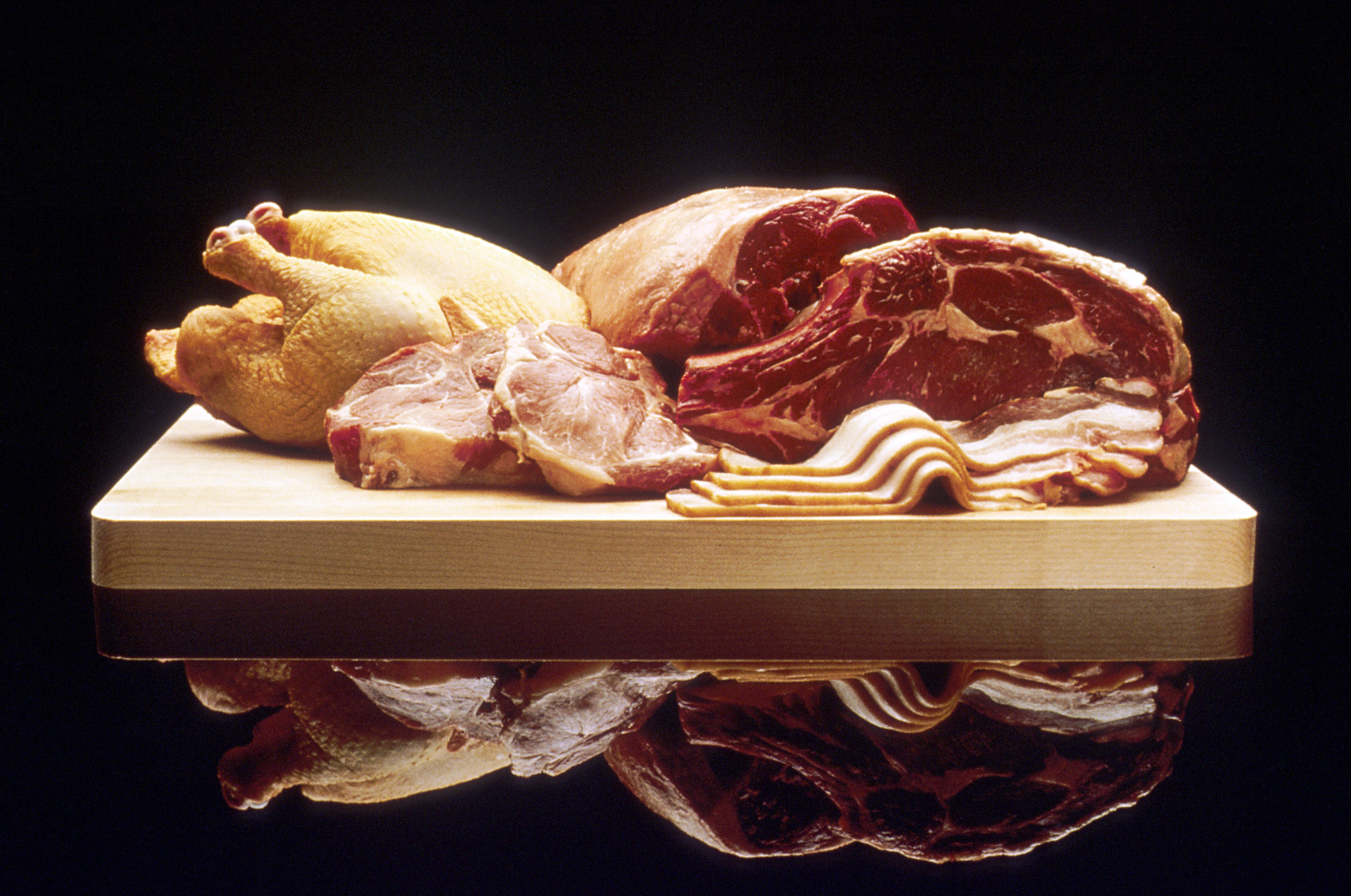
Різні види м'яса

 М'ясо — продукт забою сільськогосподарських та їстівних диких тварин у вигляді туші або частини туші (напівтуші, четвертини, відруби), що являє собою сукупність м'язової, жирової, сполучної та кісткової тканини (м'ясо на кістках) або без неї (безкісткове м'ясо).
Також м'ясом іноді називають деякі субпродукти: язик, печінку, нирки, мозок і серце , діафрагми, м'ясо голів та стравохід і т. д.
М'ясо використовується переважно як харчовий продукт.

## Білки
Головна харчова цінність м'яса полягає в білках. Яловичина містить 18-20 %, жирна свинина близько 12 %, беконна свинина 17 %, баранина 16-20 % білка. Білки м'яса, особливо яловичини, є повноцінними. Однак від 3 до 15 % білків (в залежності від відрубу — мінімум в вирізці) припадає на білки сполучної тканини — колаген і в меншій мірі еластин. Обидва вони неповноцінні, оскільки містять надто мало цистину і зовсім не містять триптофану. Від кількості і якості сполучної тканини залежать спосіб і тривалість приготування: чим її більше і чим вона міцніша, тим довше треба нагрівати м'ясо.

## Жири
Жирність м'яса коливається в більш широких межах, ніж вміст білка (від 2 до 17 % у яловичини і баранини, а у свинини і до 50 %). Жири містять переважно насичені жирні кислоти, однак у свинячому жирі чимало (до 10,5 %) поліненасичених кислот, у тому числі 9,5 % ліноленової, 0,6 % лінолевої і 0,4 % арахідонової, біологічно найбільш активною. З тваринних жирів свинячий, безумовно, найбільш повноцінний.

## Вітаміни
У м'ясі і м'ясних продуктах досить багато вітамінів групи В: до 0,6 мг% тіаміну, до 0,2 мг% рибофлавіну і до 5 мг% ніацину. З мінеральних речовин (загальний вміст близько 1 %) варто відзначити фосфор, калій, цинк і залізо, причому залізо знаходиться в гемоглобіновій, легкозасвоюваній формі — воно засвоюється в три рази краще, ніж залізо з рослинних джерел.

## Екстрактивні речовини
М'ясні продукти взагалі, а особливо печінка і нирки, відрізняються значним вмістом екстрактивних речовин, включаючи азотисті — креатин, карнозин, пуринові основи тощо Останні з названих (їх часто називають просто «пурини») при варінні наполовину переходять у бульйон, тому у відварному м'ясі їх менше, ніж у смаженому або тушкованому. А так як пурини перетворюються в організмі людини в сечову кислоту і можуть при зайвому вживанні викликати відкладення солей і подагру, то стає зрозумілою рекомендація дієтологів: з віком і при порушеннях обміну речовин обмежувати вживання бульйонів і смаженого м'яса.

## Впливи теплової обробки на харчову цінність
М'ясо піддається різним видам кулінарної обробки — варіння, смаження, тушкування. При такій обробці розм'якшуються тканини, проте частково втрачаються деякі корисні речовини. Найбільше білків втрачається, до того ж безповоротно, коли м'ясо смажать, — 8-12 %. При варінні в бульйон переходить приблизно 10 % білків, але бульйон ми використовуємо в їжу, тому загальні втрати невеликі — не більше 2 %. Трохи більше білка пропадає при тушкуванні — від 4 до 8 %.
Втрати жиру при варінні досягають 25-35 %, і знову через перехід в бульйон; при тушкуванні вони набагато менші — 4-8 %.
Теплова обробка відбивається і на вітамінах.